# فينس موراليس
فينس موراليس (بالإنجليزية: Vince Morales؛ مواليد 12 نوفمبر 1990) هو مُقاتل فنون قتالية مختلطة أمريكي.

## وصلات خارجية
- فينس موراليس على موقع يو إف سي (الإنجليزية)
- فينس موراليس على موقع بيلاتور (الإنجليزية)
- فينس موراليس على موقع شيردوغ (الإنجليزية)
- فينس موراليس على موقع Tapology.com (الإنجليزية)